# Alexandra Paszkowska
Alexandra Paszkowska, geborene Alexandra Drewes, auch Alexandra Marischka, (* 10. August 1945 in Warburg) ist eine deutsche Fotografin, Autorin und Schauspielerin.

## Leben
Sie kam Anfang 1967 nach München und nahm an einem Casting für die neubelebte Fernsehshow Der goldene Schuß mit dem Moderator Vico Torriani teil. Dort wurde sie unter vielen Bewerberinnen ausgewählt und gehörte fortab zu den drei Assistentinnen. Bei der Bekanntgabe der Punktzahl der teilnehmenden Kandidaten sprach sie den Satz: „Der Kandidat hat … Punkte“.
Sie studierte Schauspiel am Lee Strasberg Institute in New York, wirkte in Deutschland in Fernsehspielen und Filmen mit und war künstlerische Mitarbeiterin von Maximilian Schell am Landestheater Salzburg bei dem Stück Das weite Land. Am Schauspielhaus Bochum arbeitete sie als künstlerische Mitarbeiterin von Werner Schroeter bei seiner Inszenierung von Victor Hugos Lucrezia Borgia (1974).
Für die Zeitschrift Vogue schrieb sie die Erzählung Das Hotel mit Seele. Ihre Erfahrungen mit dem großen Schauspiellehrer Lee Strasberg verarbeitete sie in einem Artikel Lee Strasberg, Betrachtung einer Schülerin, der ebenfalls in Vogue veröffentlicht wurde. Für das Magazin ab40 schrieb sie Der Heilige Kalender der Maya und Beten mit Madonna, für den Tagesspiegel über Rainer Werner Fassbinder: Die Nacht in der er starb.
Paszkowska begegnete dem japanischen Tänzer und Gründer der Gruppe „Sankai Juku“, Ushio Amagatsu und fotografierte die Gruppe mit der weltweit ersten Dokumentation exklusiv im Schloss Neuschwanstein, Schottland und New York. Ihre Bilder wurden veröffentlicht im Schirmer/Mosel Verlag und in 20 internationalen Fotoausstellungen gezeigt, unter anderem in München, Stuttgart, New York, Washington D.C., San Francisco, Los Angeles und Berlin. Die Fotos wurden auch in großen Magazinen wie Vogue, (New York und Deutschland), Stern, Spiegel, Süddeutsche Zeitung, AZ, TZ, Ballet international etc. veröffentlicht. Andy Warhol veröffentlichte ihre Bilder in seinem Magazin Interview.
Das Auktionshaus Christie’s in London und das Auktionshaus Schneider Henn in München verkaufte ihre Bilder in einer Herbstauktion. Alexandra Paszkowska lebt und arbeitet als Fotografin         und freie Autorin in München.
Paszkowskas Eltern waren Johannes Drewes und Regine geb. Schmitz. Am 10. Juni 1968 heiratete sie in Wien den Regisseur Franz Marischka. Die Ehe wurde im Juli 1976 in München geschieden. Am 27. Juli 1976 heiratete sie ebenda den Fotografen Horst Seppl Ludwig Freiherr von Weitershausen (* 14. Juni 1947 in Melsungen), den geschiedenen Mann von Renate Roland und Bruder von Gila und Barbara von Weitershausen. Aus der Ehe stammt die Tochter Sarah Anna (* 2. Januar 1976). Sie wurde am 19. Dezember 1980 geschieden. Seit ihrer dritten Eheschließung trägt sie den Namen Paszkowska.

## Filmografie
- 1968: Ein dreifach Hoch dem Sanitätsgefreiten Neumann
- 1969: Der Mann mit dem goldenen Pinsel
- 1971: Frei nach Mark Twain: Beinahe ein Künstler (TV)
- 1971: Dreht euch nicht um – der Golem geht rum
- 1971: Der Kommissar: Ende eines Tanzvergnügens
- 1975: Parapsycho – Spektrum der Angst
- 1975: Der Kommissar: Mord nach der Uhr
- 1976: Pariser Geschichten (TV)
- 1979: Tatort: Ende der Vorstellung (TV)
- 1980: Ein Abend mit Labiche (TV)

## Werke
- Butô-Tanz: Ushio Amagatsu u.d. Sankai Juku Gruppe München. Schirmer-Mosel, München 1983, ISBN 978-3-88814-124-9, 109 S.